# Володимирівка (Андрушівський район)
Володимирівка — колишній хутір у Ляховецькій сільській раді Андрушівського району Бердичівської округи Української РСР.

## Населення
Відповідно до перепису населення СРСР 17 грудня 1926 року, чисельність населення становила 158 осіб, з них 78 чоловіків та 80 жінок; за національністю — українці. Кількість господарств — 29.

## Історія
Заснований у 1923 році. До червня 1925 року входив до складу Коднянського району Житомирської округи Волинської губернії. Станом на 17 грудня 1926 року входив до складу Ляховецької сільської ради Андрушівського району Бердичівської округи. Відстань до центру сільської ради с. Ляхівці становила 1 версту, до районного центру с. Андрушівка — 16 верст, до окружного центру в Бердичеві — 25 верст, до найближчої залізничної станції Кодня — 12 верст.
Виключений з обліку населених пунктів до 1 жовтня 1941 року.